# 韮澤潤一郎
韮澤 潤一郎（にらさわ じゅんいちろう、1945年1月9日 - ）は、日本の実業家で、たま出版社長・編集長である。自称UFO、超常現象研究家。量子力学、意識の問題を研究しているとも述べている。

## 略歴
新潟県生まれ。法政大学文学部を卒業。
1995年に第17回参議院議員通常選挙（参院選）の比例代表区で「開星論」のUFO党より立候補、落選。

## 人物
- “小学生のときにUFOを目撃した”のをきっかけに、独自の研究を元に雑誌、テレビで発表。1980年代後半頃よりテレビ番組にてUFOについて独自の発言を繰り返すようになる。最近では毎年末に放送される『ビートたけしのTVタックル』の「超常現象スペシャル」において大槻義彦を相手にUFO・超常現象の存在をめぐり対立し、「金星人が住民票を持っているのが発見された」あるいは普通のアメリカ人らしき人物の写っている写真を証拠資料として手に持ち「宇宙人だ」などと主張している。
- NASAは、異星人は人間と同じ形をしている事実を隠蔽しており、異星人はノアの方舟やエデンの園の時代から、地球に関与しつづけてきている。異星人は、地球人に科学や民主主義を与えつづけてきた。ロズウェル事件での墜落したUFOからは半導体が見つかっていて、それをもとにコンピューターができた。大統領候補になったヒラリー・クリントンは、宇宙戦争をするつもりだったが、異星人らはそれを阻止するために、ドナルド・トランプに荷担した。その結果、宇宙戦争が回避されたと主張している[2]。
- 番組で金星の景色と称した写真を見せた際、後で「金星の、・・似ている写真です」と言うことを変えた。さらに金星の写真なのか詰問されると、「金星かもしれないです」と述べた。
- 出版物を通して日本でのエドガー・ケイシーの紹介に努めた（普及の先導者はたま出版初代社長の瓜谷侑広。当人は編集長として書籍編集に携わった）。
- 天敵であるはずの大槻とCMで共演し、一部で「本当は仲がいいのでは」との指摘があった。また、以前は勤務地が近く、何度か大槻が訪問したことがあることがテレビ朝日の超常現象を取り扱う番組内で司会者から紹介された。そのことに対して大槻は、「韮澤さんのような人がいて、その（トンデモな）考えを科学的検証で破ることに努力して科学が発展してきたという歴史がある」ことを学生から指摘され、交流を試みたとのこと。また、CM撮影中に大槻側が韮澤と交流を持とうと試みたこともあるようだが韮澤側が頑なに拒否し、CM撮影中の昼食ですらわざわざ大槻とは違う部屋に移動してとっていた[3]。

## たま出版の出版物
- 「転生の秘密」（ジナ・サーミナラ 著）
- 「エドガー・ケイシーの続転生の秘密」（ジナ・サーミナラ 著）
- 「体外離脱体験」（坂本政道 著）
- 「人生を開く心の法則」（フローレンス・S・シン 著）
- 「未来からの警告～ジュセリーノ予言集I」（マリオ・エンジオ 著 韮澤 潤一郎 監修 山川栄一 訳）
- 「フォトンベルト 地球第7周期の終わり」（福元ヨリ子 著）
- 「2012年の黙示録」（なわ・ふみひと 著）
- 「ニラサワさん。」（韮澤潤一郎研究会 著）ISBN: 4-8127-0169-4

## 出演
テレビ
- ビートたけしのTVタックル
- 笑う犬の発見 - 「原田泰造アンビリバボー」のパネリスト

映画
- ゴジラ FINAL WARS - テレビ討論会パネラー役（2004年公開）[1]
- 大仏廻国 The Great Buddha Arrival - 特別出演（2018年公開）[4]

CM
- ガリバーインターナショナル

## 主な著書
- 「超科学のなぞエスパ－大行進」（1977年7月 集英社）
- 「エスパ－大行進」（1977年7月 集英社）
- 「異星人接近中きょうめぐりあう宇宙からの訪問者」（1984年2月 永岡書店）